# 直鲁联军空军
直鲁联军空军，是指中華民國北洋政府時期隶属于直鲁联军的一支地方空军，最早可以追溯到1925年9月奉系军阀张宗昌在山东济南成立的航空教练所，

## 沿革
1925年4月，實際控制北洋政府的张作霖任命张宗昌为山東軍務善後督辦。同年，东北航空处调派其在1925年6月增编的飞豹航空队到济南协助张宗昌作战。飞豹队配备有法国布雷盖14A、高德隆C.59型飞机各3架。8月11日，张宗昌以飞豹航空队为基础在省府济南西南辛庄陆军兵营内成立了山东航空教练所，赵天豪任所长，以陆军操场改建成辛庄机场。1925年10月，东北航空司令部正式将飞豹队划归张宗昌指挥，其飞机、器材成为开办山东航空教练所的基础，后来东北航空司令部司令张学良为飞豹队增拨布雷盖、高德隆式飞机各1架。1926年2月，张宗昌通过欧亚洋行购买的6架波泰兹VIII型教练机交付教练所使用。
1926年4月，张庄机场扩建，新建航空营房，扩修停机棚、油库等，随即航空教练所机关改组为山东航空处，原所长赵天豪任处长，下设总务、军事、机务、教育四科和副官处，并将航空处迁至张庄机场。1926年5月，张宗昌部在泰安城东南结庄建飞机场。1926年夏，在宁家结庄一带修建飞机场。1926年5月，直鲁联军进攻河南的国民军。5月10日，以飞豹队为基础，在济南改组为直鲁联军航空司令部，原飞豹队队长赵翔陆任司令，袁振铭任副司令，崔黄初（崔钰）任参谋长，下设飞豹、飞雁和飞雕3个航空队，队长分别为盛建谟、王秉杰（王荣光）和袁佩伦（袁兆坤），另外还设有1个航空工厂，联军航空司令部与山东航空处各不相属。同时，张宗昌派人四处网罗航空人员充实空军，并招入一批南苑航空学校和洛阳航空学校的毕业生任命为少校飞行员。1926年6月，从德国容克斯购入容克斯F13、容克斯A20型飞机各1架，在7月14日夜的大风中被压坏。
1926年9月，直鲁联军接收直系保定讨贼联军航空司令部。1926年冬，褚玉璞在保定成立直隶航空司令部，袁振铭任司令，刘保泰任参谋长，王凤翔任总务处长，吴经文任参议，刘佐成任参谋。下设航空队，韦庭鲲任队长，王贯一为副队长，队员10余人，包括洛阳航校毕业生刘芳秀等，拥有飞机八九架，主要是直系弃置在保定的。督军署高等顾问蒋逵被派至航空司令部协助工作，并担任大型飞机飞行员。原直鲁联军航空司令部则改为山东航空司令部，仍下辖3支航空队。1927年1月，张宗昌又从容克斯购入“容克斯R53”型飞机10架。1927年5月，又购进容克斯A35型飞机6架、德国乌德特U12型教练机1架。1927年8月，张宗昌将航空司令部并入山东航空处，以尹升日为处长。1927年9月，航空教练所毕业生被分编为飞龙队和飞虎队两个机队，耿煜曾为飞虎队队长，尹升日兼飞龙队队长。1928年3月，聂恒玉代替尹升日出任处长。
1928年5月，山东航空处与直隶航空司令部在昌黎组成直鲁联军航空司令部，聂恒玉任司令，下设两个航空队，王维一任第一队队长，金恩心为第二队队长。1928年7月，国民革命军北伐军完全控制了平津地区，直鲁联军两个航空队驾机飞往辽宁，归并至东三省航空司令部。

## 参战情况
1925年11月，奉系将领郭松龄发动兵变，国民军李纪才部乘机从河南出兵进攻张宗昌。李张两军在边界对峙期间，飞豹队出击轰炸李纪才部，迫使李纪才部后撤。在侦查得知李纪才部司令部设在兖州后，又派出飞豹队前往袭击。副队长驾驶的布雷盖飞机途中故障，迫降在大汶口附近，被国民军第三军俘获，直到1926年1月才被放回。1926年，航空队参加直鲁联军对河南国民军的进攻作战。
1927年初，孙传芳浙江部队被国民革命军北伐军击败。2月底，张宗昌经张作霖同意，调直鲁联军“援孙”，下令直鲁联军开赴江苏，并命航空司令部率机赴浦口协同陆军守卫南京。3月2目，直鲁联军接防南京，航空司令部在长江北岸的空地抢修临时机场，航空队飞机很快投入战斗。3月下旬，北伐军攻克南京，直鲁联军败退，航空队撤回济南。1927年10月，冯玉祥率国民军进攻河南境内直鲁联军，航空队组织飞机配合陆军作战。
1928年4月，北伐军攻下济南，山东航空处部分飞机及飞机员被国民革命军第一集团军接收，其他则随张宗昌北撤，撤退过程中曾派机轰炸蒋介石设在徐州的北伐军总司令部。